# Tagatoză
Tagatoza este o monozaharidă de tip cetoză (mai exact o cetohexoză) și are formula moleculară C6H12O6. Este regăsită în cantități mici în diverse alimente, și a atras interesul ca posibil îndulcitor artificial. Este similară ca textură și aspect cu zaharoza (zahărul).:215 și este 92% la fel de dulce,:198 dar prezentând doar 38% din totalul caloric.